# 32033 Arjunkapoor
32033 Arjunkapoor è un asteroide della fascia principale. Scoperto nel 2000, presenta un'orbita caratterizzata da un semiasse maggiore pari a 2,2108857 UA e da un'eccentricità di 0,1352616, inclinata di 2,40260° rispetto all'eclittica.